# Birkhall

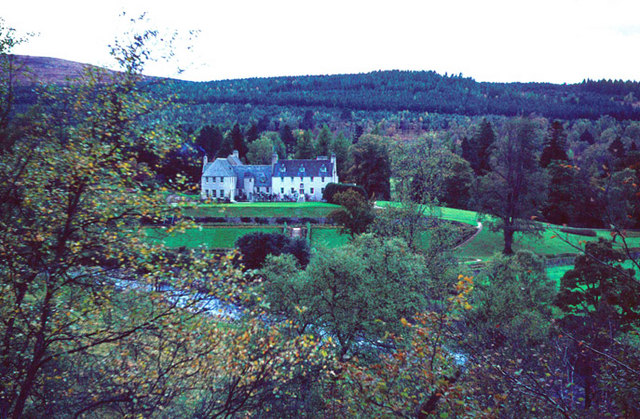
Residencia Real Birkhall

Birkhall es la residencia privada de Carlos, Rey del Reino Unido y de su esposa, la reina Camilla, en Escocia. Está localizada dentro de la propiedad del Castillo de Balmoral, en Royal Deeside, Aberdeenshire.
Construida en 1715, la propiedad fue adquirida a la familia Gordon por Alberto de Sajonia-Coburgo-Gotha, príncipe consorte de la Reina Victoria, en 1849. Birkhall fue comprada para el hijo de ellos, pero el nunca gustó del lugar y solo estuvo en el una vez. Pasó entonces a ser usada como una residencia para los invitados de la Reina en Escocia.
Pasó a ser propiedad de la Reina Madre, tras su casamiento como el Duque de York, en 1923. Su hija mayor, la Princesa Elizabeth (después Reina Isabel II), pasó parte de su luna de miel aquí con el Duque de Edimburgo. En 2005, Carlos, Príncipe de Gales y su esposa también pasaron su luna de miel en Birkhall.